# Pâtisserie Miremont
Pour les articles homonymes, voir Miremont.
La pâtisserie Miremont est un édifice situé sur la commune de Biarritz, au 1 bis place Clemenceau, dans le département français des Pyrénées-Atlantiques en région Nouvelle-Aquitaine. La boutique et le décor intérieur font l'objet d'une inscription au titre des monuments historiques par arrêté du 1er octobre 2006.

## Présentation
Le décor intérieur de la pâtisserie, mosaïques et décor stuqué, datant de la fin du XIXe siècle, fait l'objet d'une inscription au titre des monuments historiques, en date de 2006.